# Фердинандея
Фердинандея (итал. Ferdinandea) — вулканический остров, образовавшийся в результате извержения подводного вулкана Эмпедокл в июле 1831 года в 30 км к югу от Сицилии. Располагался в Средиземном море между Сицилией и Тунисом, в зоне активного вулканизма, известной как «Флегрейские поля Сицилийского моря» (итал. Campi Flegrei del Mar di Sicilia). В этом районе имеется несколько подводных вулканов и вулканических островов, таких как Пантеллерия. Суверенитет над островом оспаривался тремя государствами: Великобританией, Францией и Королевством Обеих Сицилий.
Всего остров появлялся и пропадал 4 или 5 раз. Самое продолжительное время существования острова — несколько месяцев с июля 1831 по январь 1832 года. Максимальная длина береговой линии острова составляла 4800 м, а высота над уровнем моря — 63 метра. Назван в честь короля Фердинанда II. В настоящее время бывшая островом подводная гора образует отмель с относительной глубиной 6 м.

## История
Вулканическая активность на Фердинандее наблюдалась во времена Первой Пунической войны, затем в XVII веке.
Основное извержение вулкана произошло в июле 1831 года. Извержению предшествовала сейсмическая активность, зафиксированная в городе Шакка. После распространения по району сильного серного запаха появились сообщения о столбе дыма над водой и рассказы капитанов судов о «морском чудовище» и плавающей на поверхности мёртвой рыбе. К 17 июля сформировался остров, протяжённость которого постепенно увеличилась до более чем 4 км в окружности. Под воздействием волн остров, сложенный из тефры, был размыт к январю 1832 года. Второй раз остров появился после извержения 1863 года, но вскоре снова исчез в море.

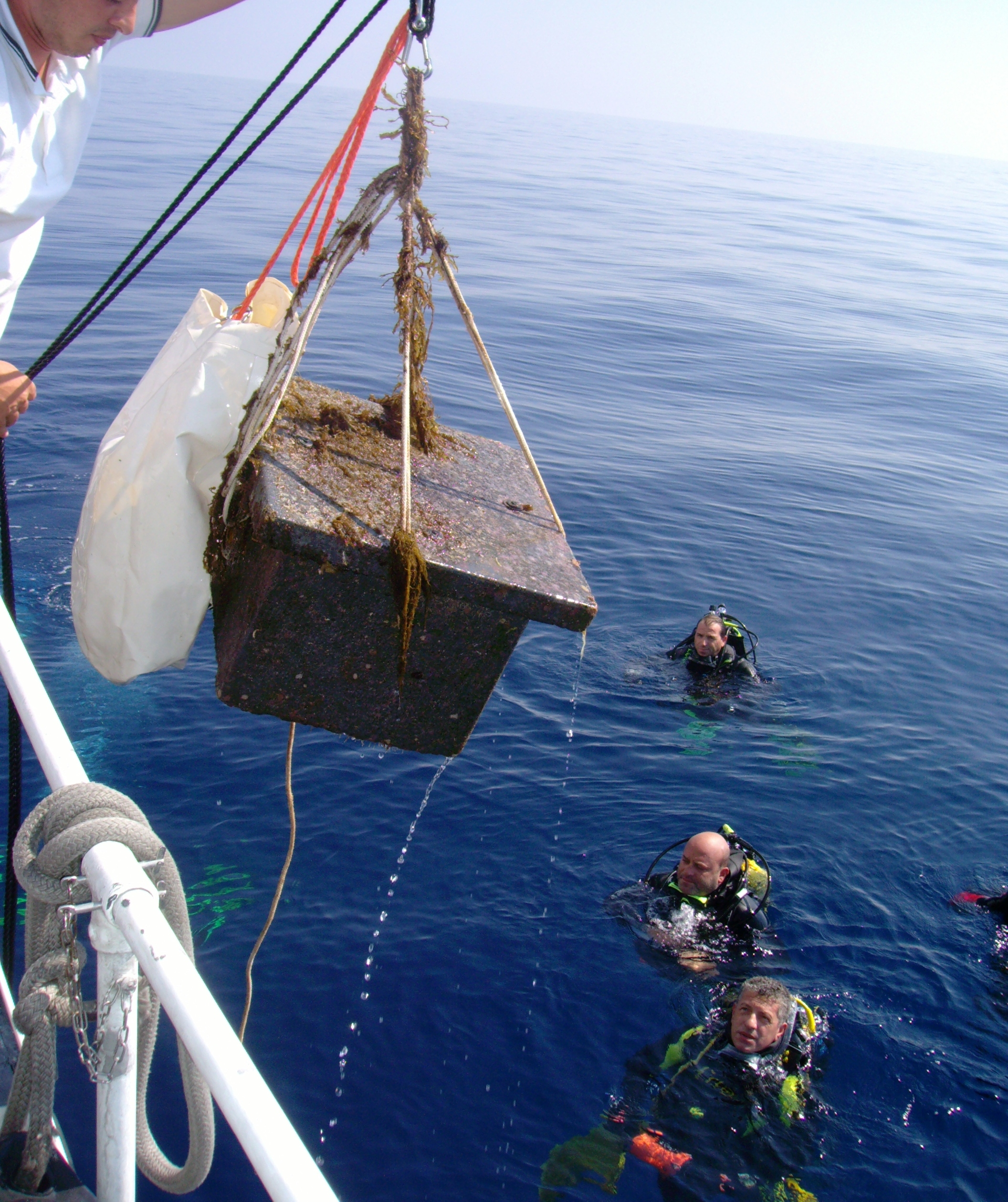
Итальянцы, опускающие плиту на бывший остров

В спор о том, кому будет принадлежать появившийся в 1831 году остров, включились сразу три заинтересованные стороны. Первыми заявили права британцы, дав ему название «Грэм» (Graham Island) и водрузив флаг Union Jack. В ответ король Фердинанд II отправил на остров корвет «Этна» для того, чтобы присоединить его к владениям Бурбонов. Последними были французы в лице геолога Констана Прево (Constant Prévost), который, высадившись на острове, назвал его островом Жюлия (Île Julia). Дипломатические прения длились до тех пор, пока остров не погрузился под воду.
В ходе патрулирования района американскими самолётами в 1987 году (после конфликта с Ливией) пилоты приняли подводный остров за ливийскую субмарину и сбросили на него глубинные бомбы.
Возобновившаяся в 2000 году сейсмическая активность вокруг вулкана Этна позволила предположить, что остров вновь поднимется над поверхностью. Во избежание продолжения распри при таком развитии ситуации, сицилийские ныряльщики в присутствии потомка Бурбонов принца Карла 13 ноября 2000 года опустили на отмель мраморную плиту весом 150 кг с надписью «Этот участок земли, некогда бывший Фердинандеей, принадлежал и всегда будет принадлежать сицилийскому народу». Однако через полгода по неизвестной причине плита оказалась разбитой на 12 кусков.